# 参議院合同選挙区
参議院合同選挙区（さんぎいんごうどうせんきょく）とは、日本の参議院議員通常選挙における隣接する都道府県を一つに合わせた選挙区。

## 概要
参議院議員通常選挙において議員一人当たりの人口・有権者に不均衡が生じている一票の格差について、2012年に最高裁判所が都道府県単位を選挙区とする選挙制度に否定的見解を出したことを受けて、2015年に公職選挙法が改正されて人口の少ない県を合区して新たな選挙区を設けることになった。
改正公職選挙法では、合区された選挙区において行われる選挙を「参議院合同選挙区選挙」としている。合同選挙区には2県の選挙管理委員会による合同選挙区選挙管理委員会を発足させて選挙長一人が選ばれ、さらに各県に設置される選挙管理委員会それぞれに選挙分会長が置かれる。大きさやデザインなどがバラバラな立候補者の選挙七つ道具をどちらの県に統一するか、公示前の立候補説明会の場所をどちらの県施設（県庁）で行うか、2県の選挙管理委員会の協議場所をお互いの県庁の中間地点で行うようにする等、合区対象の選挙管理委員会は対応に追われることになった。また政見放送では合同選挙区に該当する都道府県の放送局が異なる場合、それぞれの都道府県で同一回数放送が行われるように調整が行われる。
なお、日本以外の国で国政選挙における選挙区制度において、都道府県に相当する人口規模、立法、行政機能を持つ広域自治体を合区した事例は見当たらず、選挙区区分のある国政選挙において広域自治体を合区した事例は日本のみである。
改正公職選挙法の附則には、2019年の参院選に向け、一票の格差の是正を考慮しつつ選挙制度の抜本的な見直しについて引き続き検討を行い、必ず結論を得るとの規定が盛り込まれている。
2016年参院選の一票の格差訴訟では被告の選挙管理委員会側は、都道府県単位の選挙制度の意義は尊重されるべきだと主張し、合区解消などを求める自治体の意見書約150通を最高裁に提出した。
2つの参議院合同選挙区が創設されたことにより、参議院に選出されない可能性がある県の代表者を参議院に確実に輩出することを意図した自民党の意向が2018年に国会で反映されたことにより、2019年7月の第25回参議院選挙から参議院比例区で政党等の判断で拘束名簿式の「特定枠」として設定することが可能となり（なお、特定枠に掲載された候補者は候補者名を冠した選挙運動を行うことができず、特定枠に掲載された候補者は政党票としてカウントされる）、参議院比例区では拘束名簿式と非拘束名簿式の両方が混合することになり、参議院合同選挙区は参議院比例区の選挙制度にも影響を与えている。

### 経緯
- 2015年7月21日、鳥取県と島根県、徳島県と高知県の選挙区をそれぞれ2つ選挙区に合区することを含む公職選挙法改正案（10増10減案）を自民党と維新の党など野党4党で合意[6]。元となる案は荒井広幸新党改革代表が事実上発案した[7]。合区が4県のみとなった理由として、都道府県単位の選挙区を極力尊重しつつ最高裁判決を踏まえて較差是正を目指すという考え方に基づき、最大会派である自民党が合意できそうな案であること、合区の対象となった4県は人口の少ない順からの4県でありなおかつ互いに隣接する人口の少ない県同士での組合せが可能であるが、それ以外の合区については次に人口の少ない福井県については福井県に隣接する県のいずれも人口がそれほど少ないわけではなく、合区対象県と福井県を合区した場合には合区対象県より人口が少ない県との間で不公平さを生じさせることが説明された[8]。
- 2015年7月28日、公職選挙法改正案が成立[9]。しかし、国会の採決において合区対象の県選出の数人の自民党議員が棄権するなどの造反が出た[10][11]。
- 2015年8月5日、改正公職選挙法が公布[12]。
- 2015年11月5日、改正公職選挙法が施行。
- 2016年、第24回参議院議員通常選挙から適用。

### 特例
参議院合同選挙区では、選挙運動に係る数量の制限を一般の選挙区の2倍とする特例を設けている。
|                                                  | 合同選挙区        | 一般選挙区        |
| ------------------------------------------------ | ----------------- | ----------------- |
| 選挙事務所の数                                   | 2ヵ所             | 1ヵ所             |
| 選挙カー（自動車・船舶または拡声機）の数         | 2台（隻）         | 1台（隻）         |
| 新聞広告の回数                                   | 10回              | 5回               |
| 個人演説会の会場前に掲示する立札及び看板の類の数 | 10枚              | 5枚               |
| 街頭演説の標旗の交付数                           | 2本               | 1本               |
| 特殊乗車券の交付数                               | 30枚              | 15枚              |
| 推薦演説会の回数                                 | 推薦候補者数の8倍 | 推薦候補者数の4倍 |
| 再選挙・補欠選挙における確認団体の自動車の台数   | 2台               | 1台               |

## 懸念
- 合区した県（どちらか片方）から、議員を選出できなくなるとの指摘がある[13]。実際に実施された2016年参院選では47都道府県で唯一鳥取県に選挙地盤を置く候補を比例区を含めて選出できなかった[14][15][16][17]（5年後の2021年10月に竹内功が比例区で繰り上げ当選）。
- 合区した2つの県の間で意見に相違があった場合、それぞれの県単位での民意を反映することが難しくなるとの指摘がある[18]。
- 合区された県と合区されない都道府県との間に新たな不公平が生まれるとの指摘がある[19]。
- 合区により選挙区が拡大することから、選挙運動において、選挙区内を十分に回り切れないとの懸念がある[20]。
- 投票率低下の懸念がある[21]。合区された選挙区では2016年参院選では4県の内で島根県を除く3県で、2019年参院選では4県の内で高知県を除く3県で過去最低の参院選投票率を記録した。また、「合区反対」と書かれたものも含めて無効票が増加する等して合区された選挙区では有権者の投票意欲が低下している[14][22][23][24]。

### 自治体等の声
- 平井伸治鳥取県知事は、「（合区は、）今回限りにするべきだ」などと述べた[25]。
- 溝口善兵衛島根県知事は、「（合区では、）民意を伝えることが難しくなる」と主張した[26]。
- 飯泉嘉門徳島県知事は、「合区では、有権者が生の候補者を見ないまま投票せざるを得ない。大都市部では毎日候補者と会える。これで本当に平等なのか」と疑問を呈した[27]。
- 尾﨑正直高知県知事は、「合区の範囲が広すぎる」「合区は一時的な制度、変更しなければならない」と述べた[27]。
- 西川一誠福井県知事は、「（合区について）地域を無視した選挙制度は問題だ」と述べた[28]。
- 全国知事会は、合区案に対する懸念を表明した[29]。
- 片山善博元鳥取県知事は、今回の合区は憲法違反との見解を示した[30]。

### 立候補者の声
- 鳥取県・島根県選挙区に与党候補として立候補をして当選した青木一彦参議院議員は「広い選挙区で有権者の民意を伝えきれない」と選挙戦を振り返った[31]。
- 徳島県・高知県選挙区に与党候補として立候補をして当選した中西祐介参議院議員は「2つの選挙を同時にやっている感じだった」「高知では全く無名の新人。訴えるのが難しい」と選挙戦を振り返った[14][32]。
- 野党第一党の民進党（旧民主党）は一票の格差の解消に合区を推進しているが、2016年参院選における2つの合同選挙区では民進党が支援する野党統一候補（政党は無所属）は「合区は人口の少ない所にしわ寄せした（福嶋浩彦）」「（合区は、）過疎化が進む地方の声が届きにくくなる（大西聡）」と2人とも選挙演説で語って「合区解消」を訴えた[33][34][35]。

### 有権者の声
- 朝日新聞社が合区4県の有権者を対象に行った世論調査では、合区容認が2割にとどまった。一方、全国の有権者に行った調査では、合区容認が4割、東京に限っては合区容認が57%に上った[36]。
- 共同通信社などが合区対象となる4県の有権者を対象に行った世論調査では、合区に反対する人は65.8%で、賛成の18.3%を大きく上回った[37]。

## 参議院合同選挙区の一覧
- 鳥取県・島根県（2016年 - ）
- 徳島県・高知県（2016年 - ）

### 過去の参議院合同選挙区での勝敗
| 回   | 年     | 与 党 | 野 党 | 計 | 詳細                     | 備考                           |
| ---- | ------ | ----- | ----- | -- | ------------------------ | ------------------------------ |
| 24   | 2016年 | 2     | 0     | 2  | 自民2                    | 鳥取・島根、徳島・高知が合区へ |
| 25   | 2019年 | 2     | 0     | 2  | 自民2                    |                                |
| 26   | 2022年 | 2     | 0     | 2  | 自民2                    |                                |
| 25補 | 2023年 | 0     | 1     | 1  | 無所属（野党系）1        | 徳島・高知（議員辞職に伴う）   |
| 27   | 2025年 | 1     | 1     | 2  | 自民1、無所属（野党系）1 |                                |